# The Crystals (Las Vegas)
The Crystals, también conocido como Crystals at CityCenter y Crystals Retail District, tiene 500.000 pies cuadrados de espacio comercial y el distrito de entretenimiento del CityCenter que alberga discotecas, restaurantes gourmetes, tiendas, galerías, oficinas etc.. Localizado en Las Vegas Strip en Paradise, Nevada, este distrito comercial, comida y entretenimiento se encuentra en el corazón del CityCenter.

## Historia
El distrito comercial fue diseñado por  Daniel Libeskind y el interior por el arquitecto  Rockwell Group.  Para la arquitectura interior, el Rockwell Group creó un ambiente experimental que complementa el ambiente en general de la ciudad. 
El 22 de octubre de 2009, Crystals se convirtió en el distrito comercial más grande en ser acreditado por  LEED+ Gold Core & Shell certification del  United States Green Building Council.

## Tiendas
Las tiendas y boutiques en Crystals incluye: 
- Assouline
- Bally
- Bulgari
- Carolina Herrera
- Cartier
- de Grisogono
- Ermenegildo Zegna
- HStern
- Ilori
- Kiton
- Louis Vuitton
- Marni
- Mikimoto
- Paul Smith
- Porsche Design Group
- Roberto Cavalli
- Tiffany & Co.
- Tom Ford
- Tourbillion
- Van Cleef & Arpels
- Versace

## Restaurantes
Los restaurantes localizados en Crystals son:
- Beso por  Eva Longoria y Todd English
- Eve por Eva Longoria
- Mastro's Ocean Club
- The Cup by World News Kaffee
- Brasserie PUCK por Wolfgang Puck y Lee Hefter
- The Pods por Wolfgang Puck

## Tram
Un  tram conecta a Crystals con el sur de  Monte Carlo y el norte del  Bellagio. El tram usa la tecnología Cable Liner de  DCC Doppelmayr Cable Car (DCC), y tiene dos vías paralelas independientes y un coche de 4 vagones de pasajeros, cada uno operando en cada vía.

## Galería de fotos

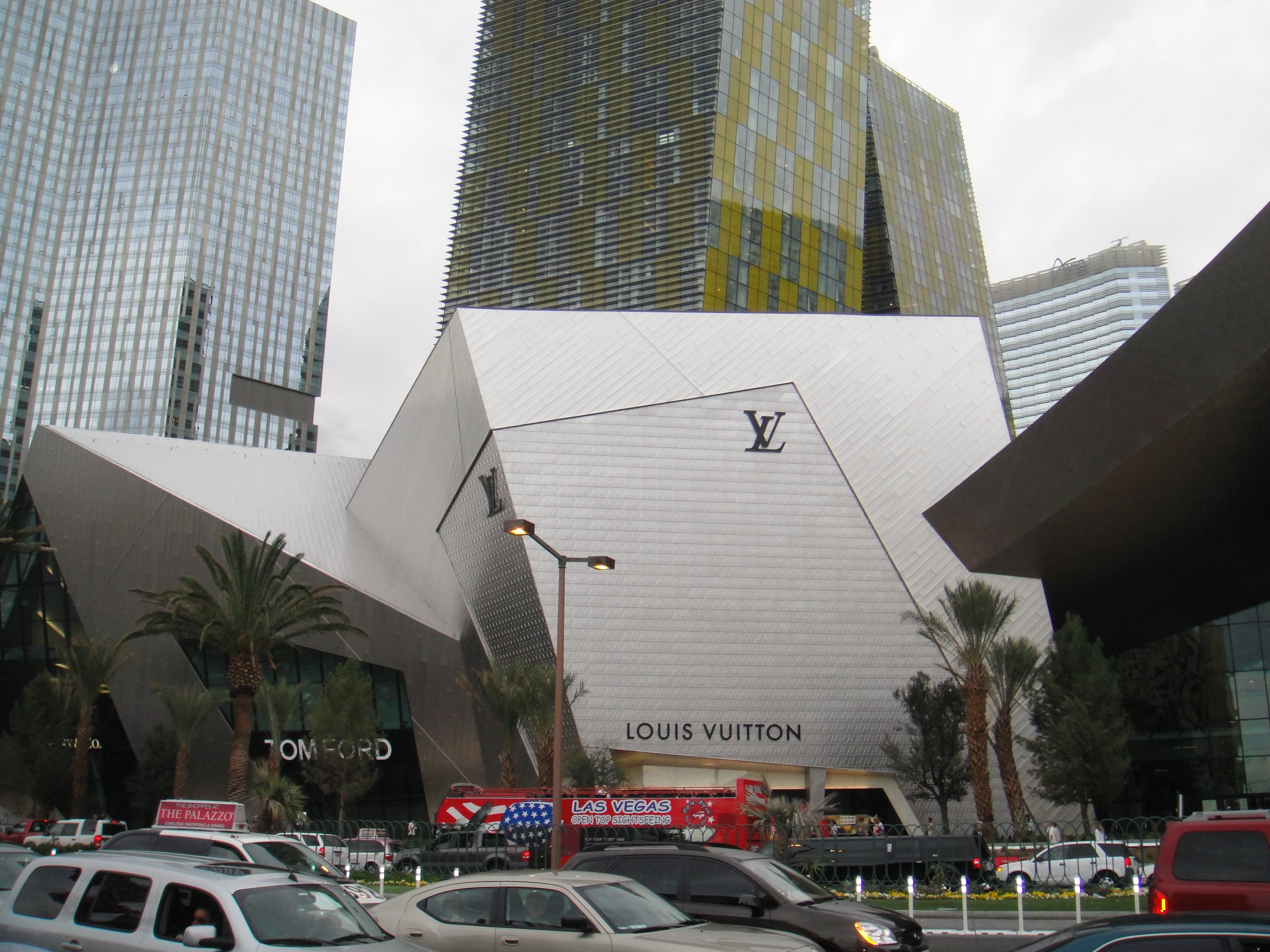
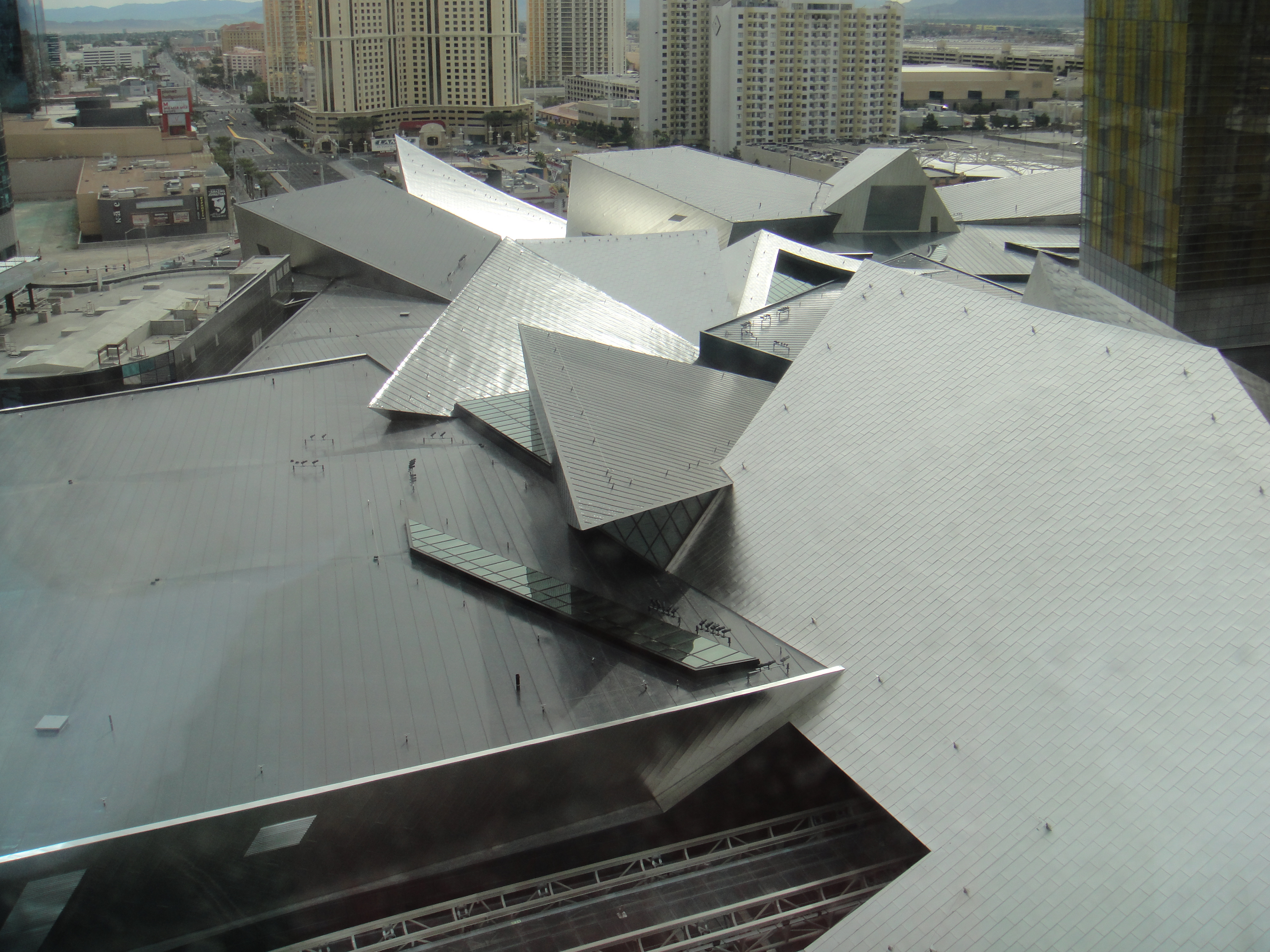
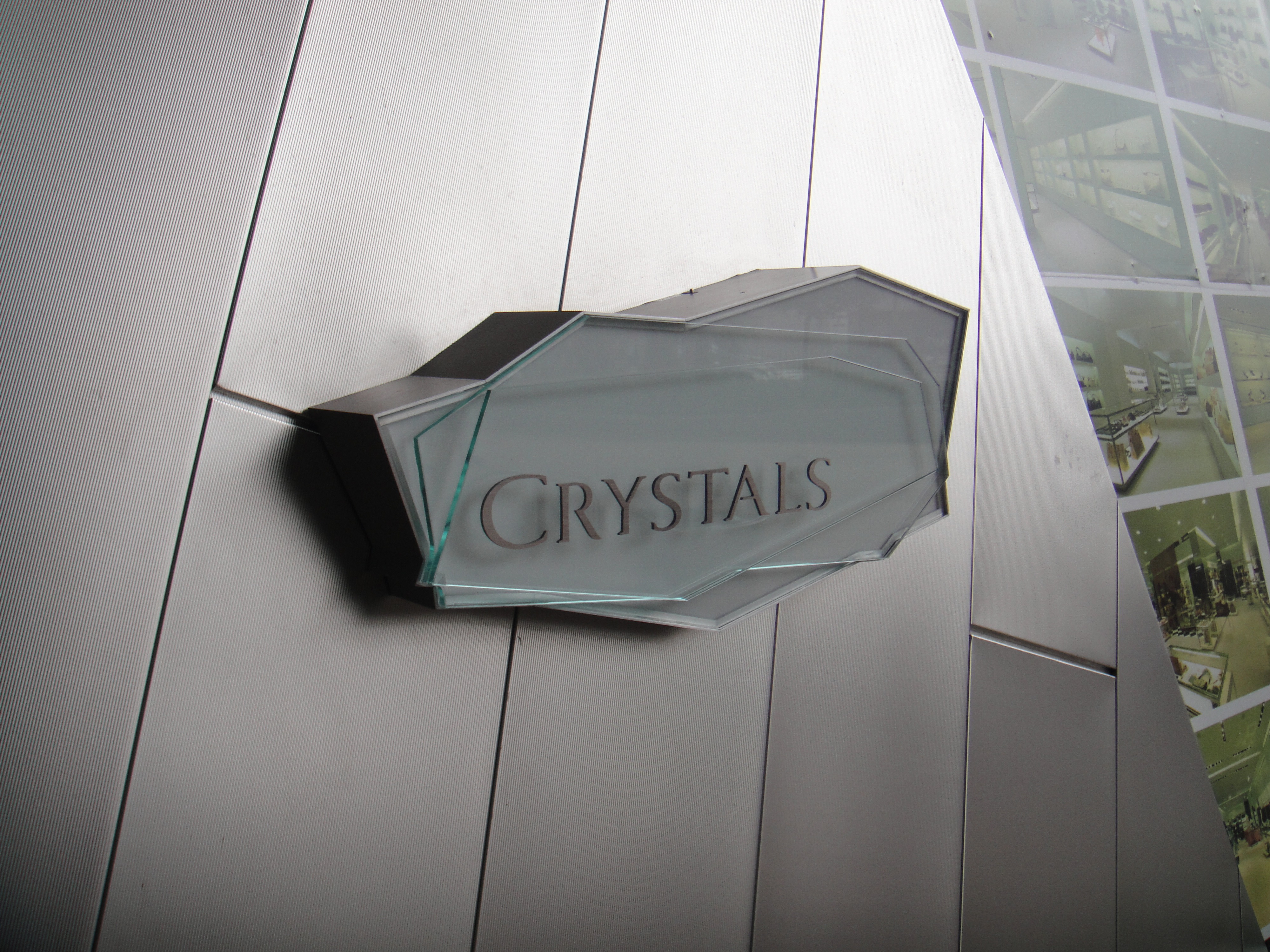
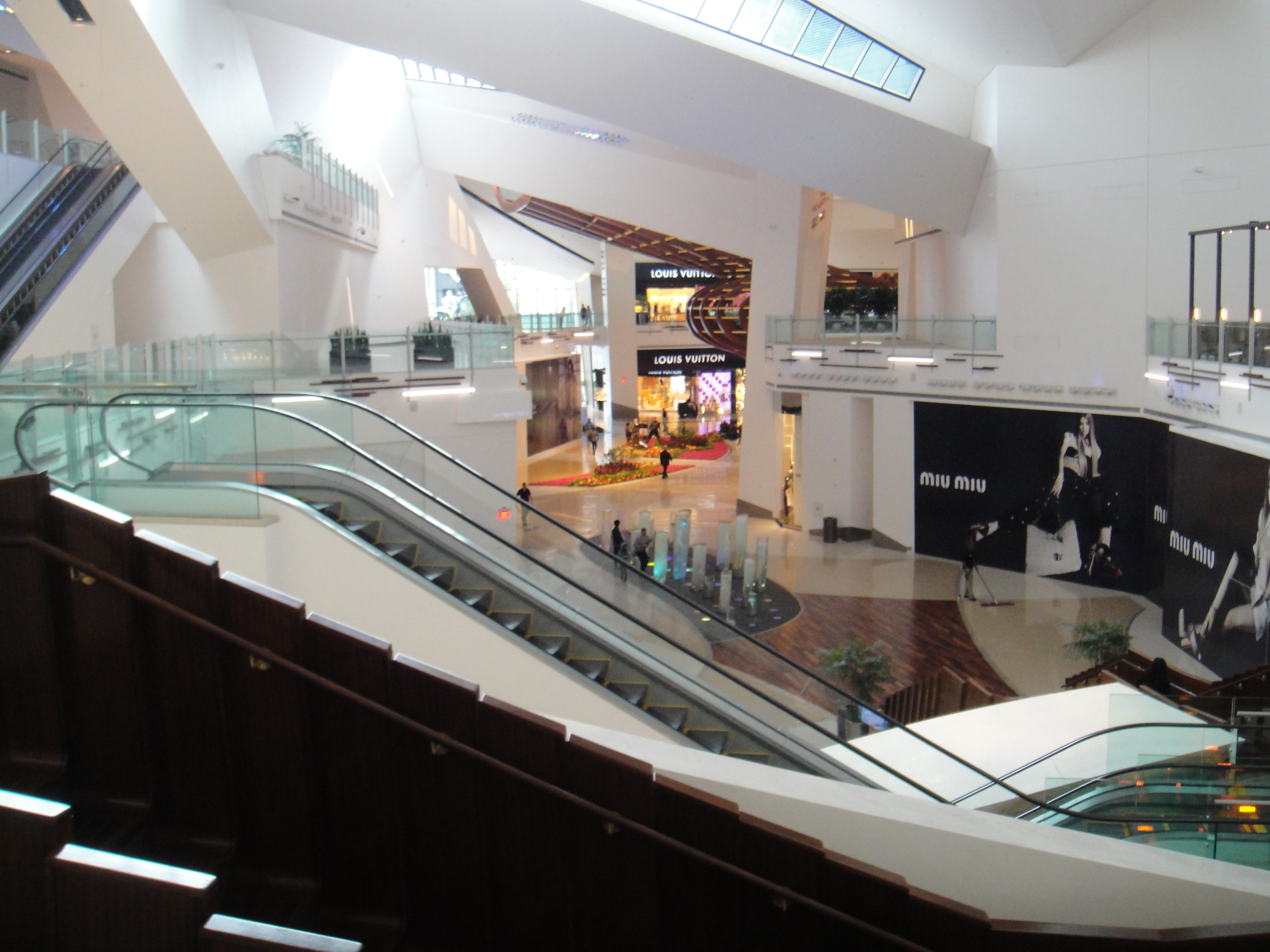
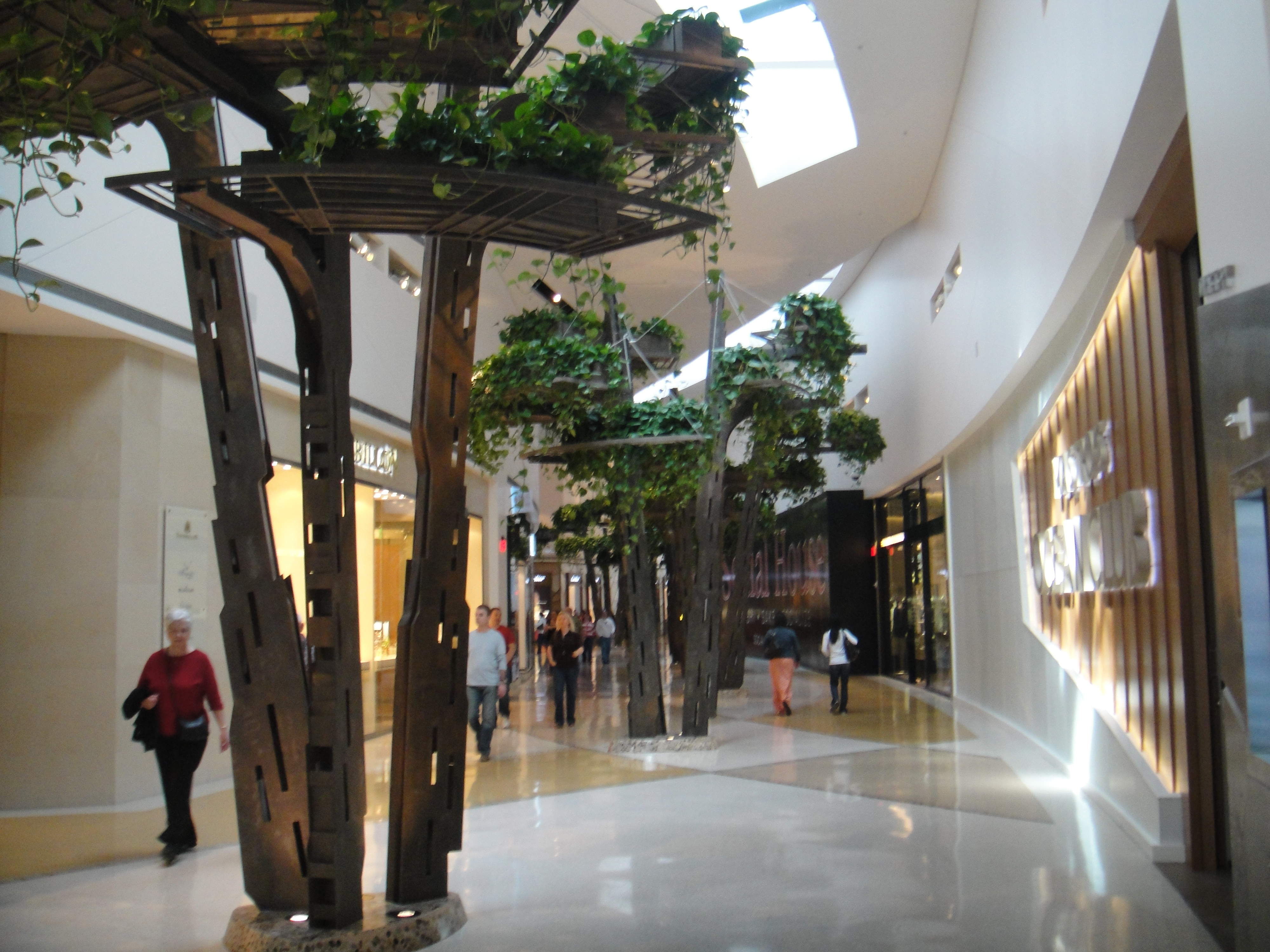
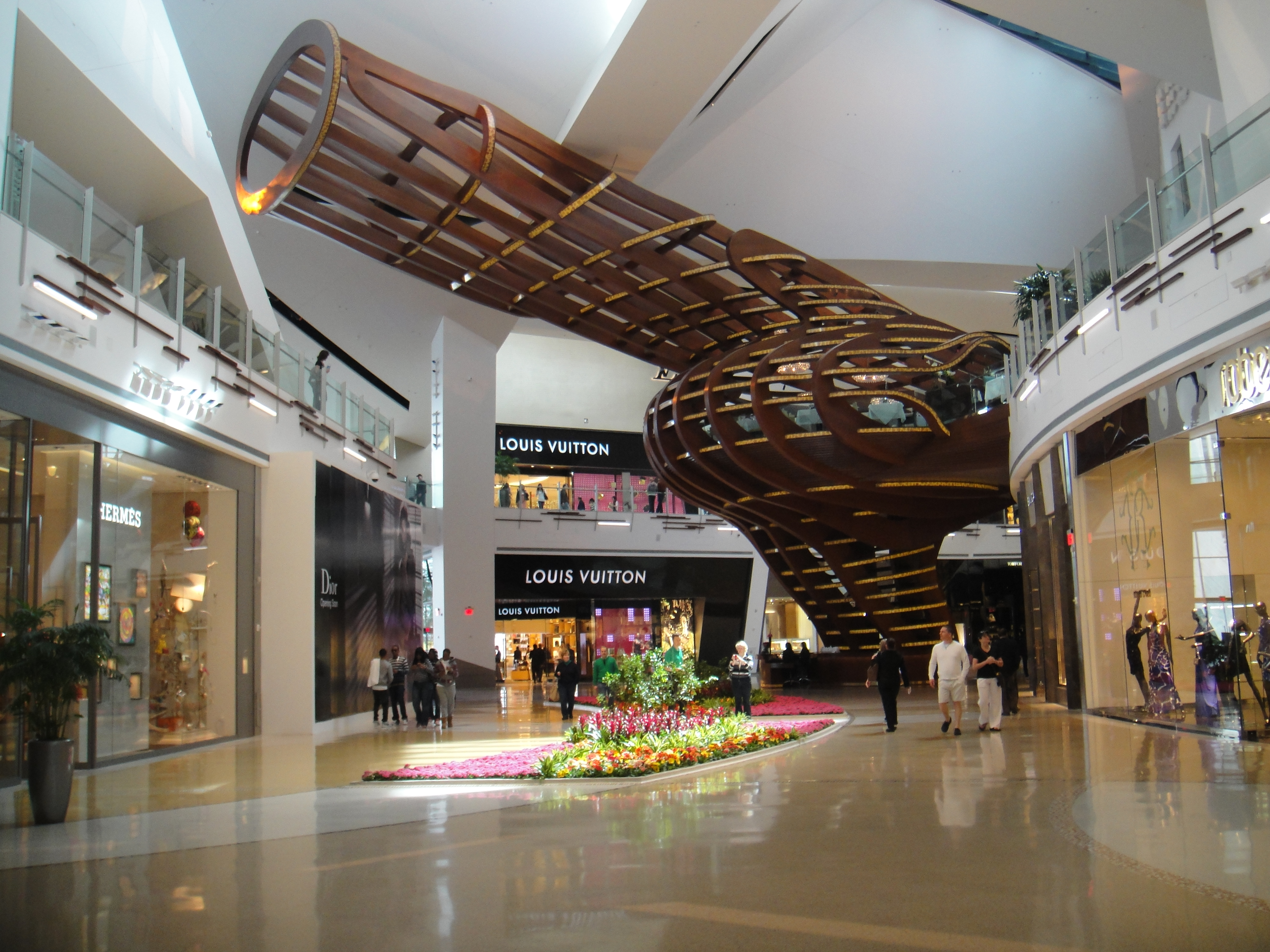
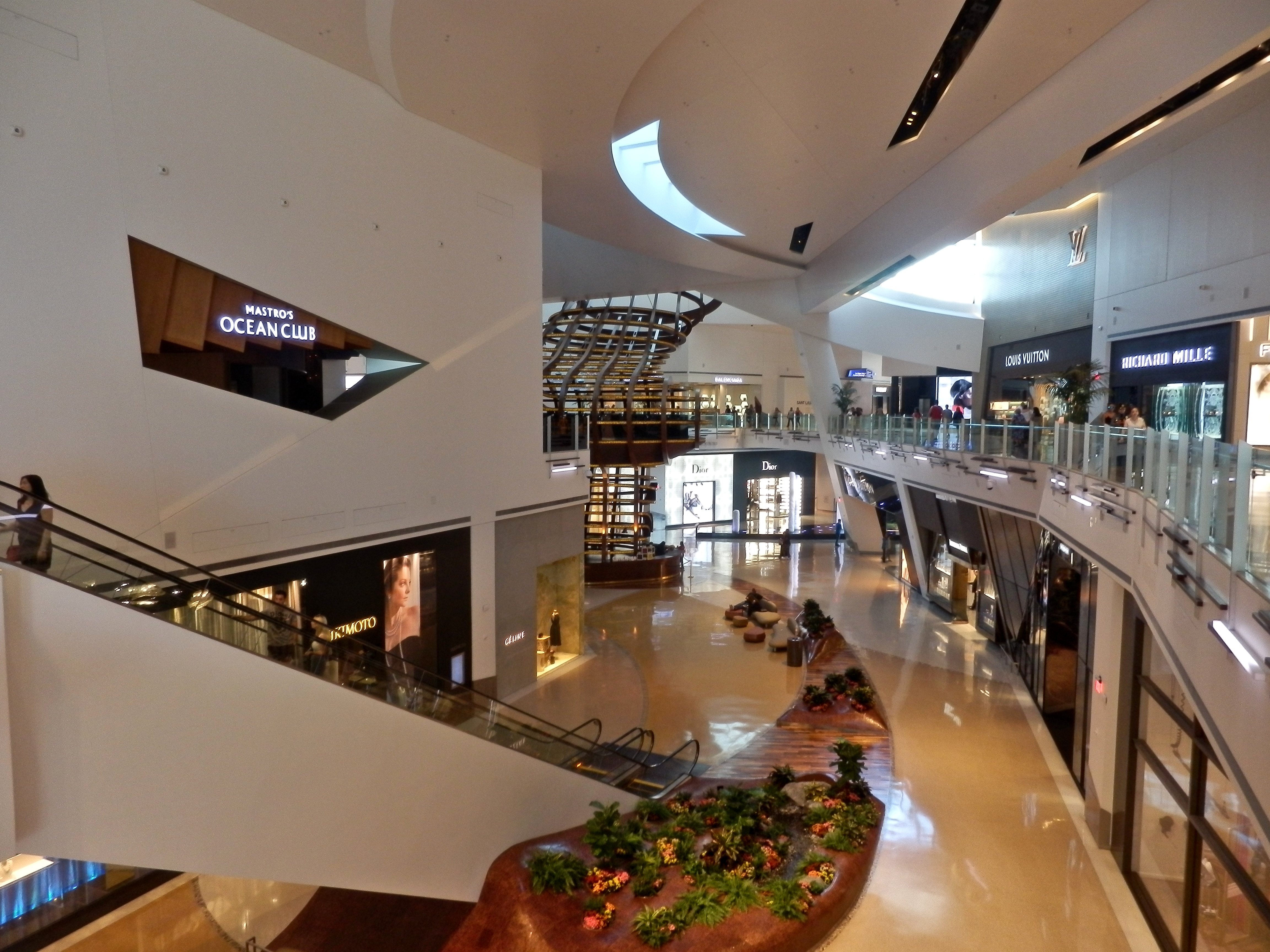
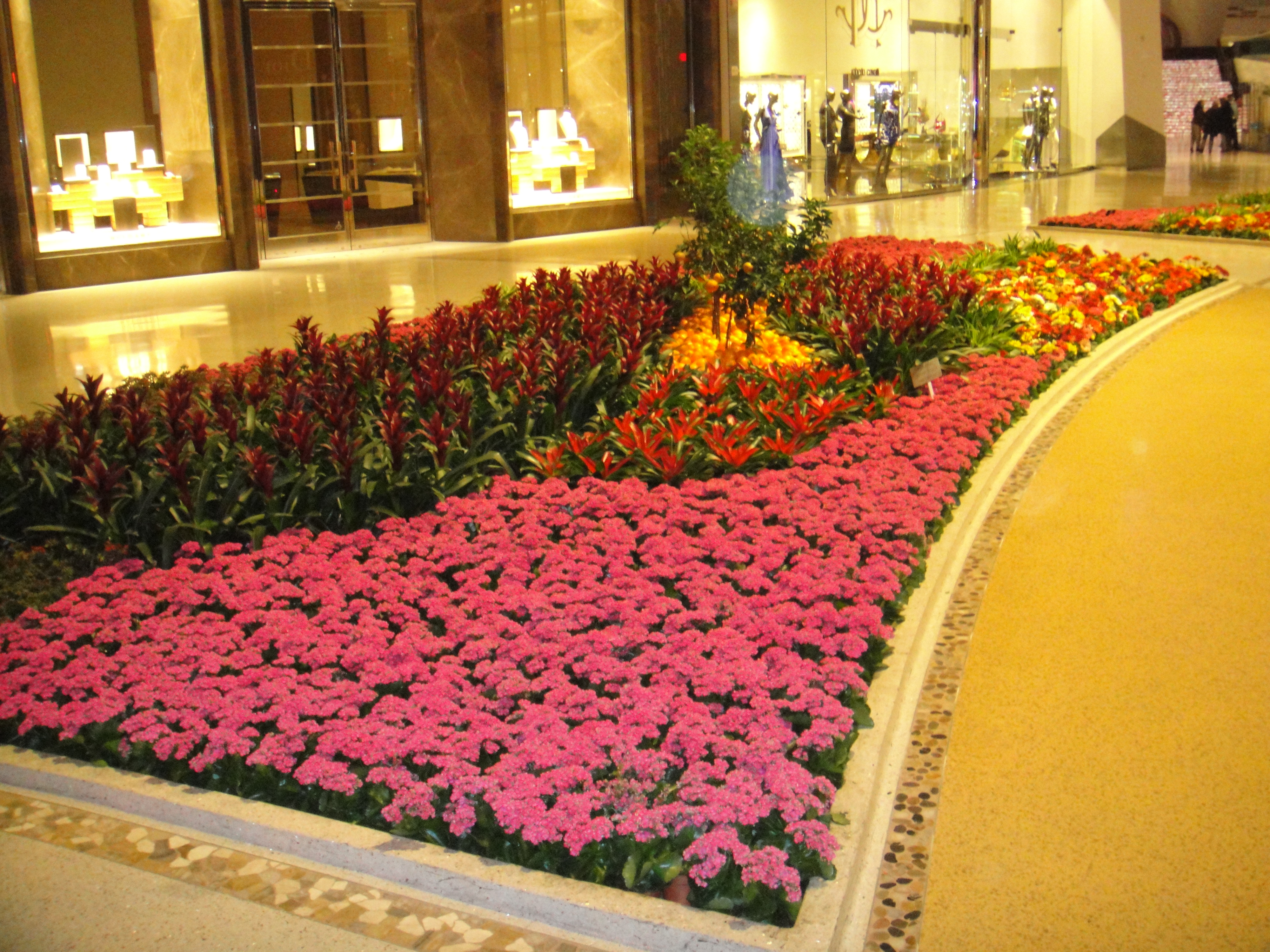